# Хути (Липтовски Микулаш)
Хути (слч. Huty) насељено је мјесто са административним статусом сеоске општине (слч. obec) у округу Липтовски Микулаш, у Жилинском крају, Словачка Република.

## Становништво
| Година:    | 1994. | 2004.   | 2014.    | 2024.    |
| ---------- | ----- | ------- | -------- | -------- |
| Број људи: | 223   | 229     | 177      | 142      |
| Разлика:   |       | +2,69 % | -22,70 % | -19,77 % |

| Година:    | 2023. | 2024.   |
| ---------- | ----- | ------- |
| Број људи: | 144   | 142     |
| Разлика:   |       | -1,38 % |

Према подацима о броју становника из 2011. године насеље је имало 182 становника.